# Ivone Ramos
Ivone Ramos   (Santa Catarina, 7 de setembre de 1926 - Mindelo, 3 de març de 2018) va ser una escriptora capverdiana en portuguès i en crioll.

## Biografia
Era filla d'Armando Napoleão Rodrigues Fernandes, qui va publicar Léxico do dialecto crioulo do arquipélago de Cabo Verde, primer diccionari de crioll capverdià, germana d'Orlanda Amarílis Lopes Rodrigues Fernandes Ferreira, neboda del poeta José Lopes da Silva, cosina dels escriptors António Aurélio Gonçalves i Baltazar Lopes da Silva, i cunyada de Manuel Ferreira. Va viure sis anys a Assomada i va escriure nombroses històries per a nens i records locals, molts d'elles en crioll de São Vicente.

## Obres
- Vidas Vividas (1990)
- Futcera ta cendê na Rotcha (2000)
- A Exilada (2005)
- Mambia tita contá história na criol (2009)[3][4]
- Capotóna (crioll de São Vicente) inclòs al llibre Futcera ta cendê na Rotcha